# Kool Matopé
Kool Matope de son vrai nom Léon–Georges Matopé Mukuli Ngoma, est un artiste musicien et auteur-compositeur-interprète congolais (RDC) de gospel et un pasteur chrétien  évangélique charismatique, né le 7 août 1964.

## Carrière musicale
Kool Matopé arrête si tôt ses études en Droit à l’Université de Kinshasa pour se lancer dans le pop avec des amis à Kinshasa dans la commune de Bandalungwa vers 1988. Il se convertit ensuite au christianisme en 1995.
Kool Matopé est poly-instrumentiste, avec sa coiffure en Rasta, il commence sa carrière dans le secteur du Gospel aux côtés de talentueux artistes qui sont Runo M'vumbi et Edo Bumba et collabore avec plusieurs groupes musicaux, accompagnant beaucoup d’artistes bien connus comme MJ30, Cindy Le Cœur. Il commence une carrière solo en 1997 et présente également une émission à la radio Sango Malamu et à la télévision. Entre 2008 et 2009, il émigre au Gabon pour étudier la théologie.
Après ce long temps d’éclipse jusqu'en 2014, le Maestro brise son silence avec la sortie d'un album et passe par la composition du jury du dernier concours de Gospel Day 2 de 2016. Un an après, il connait un grave accident au niveau de son genou droit, une élongation du ligament, qui le pousse jusqu'à annuler ses productions prévues en Afrique du Sud et passe par la composition du jury du dernier concours de Gospel Day 2 de 2016. Après s’être remis de ses maux, sur son compte Facebook il profite pour dire merci à toutes les personnes qui l’ont soutenu durant.
En 2020, il est ordonné pasteur au Ministère International Alléluia de Johannesburg en Afrique du Sud.

## Discographie

### Albums
- 1993: Golgotha
- 1996: Louange au Grand Roi avec Jim Sawatsky, Joel Bumba et Runo Mvumbi
- 1998: Robe blanche
- 2002: Papa telema (Maxi Single)
- 2003: Power
- 2003: Lui & Nous (Jésus-Christ Et Nous) avec Clovis Makola et Mbuta Kamoka
- 2004: Live "Danger De Mort" au Cinemax
- 2005: Live Best of Fikin 2005
- 2007: Explosion
- 2014: Maturité

### Collaborations
- 2003 : Louanges Congolaises VOL 1
- 2005 : Best Of Kool Matope (2 CD)
- 2010: Louanges Congolaises VOL 2